# Ronnie Murphy
Ronald T. Murphy, detto Ronnie (Dover, 29 luglio 1964), è un ex cestista statunitense, professionista nella NBA.

## Carriera
È stato selezionato dai Portland Trail Blazers al primo giro del Draft NBA 1987 (17ª scelta assoluta).